# Wrecking Ball (Miley Cyrus)
Wrecking Ball is de zesde single van de Amerikaanse zangeres Miley Cyrus.
Het was de eerste hit van Cyrus in Nederland en België, en de tweede single afkomstig van het album Bangerz dat ze bij haar nieuwe platenlabel RCA Records uitbracht.

## Hitnoteringen
| Hitlijst               | Datum van binnenkomst | Hoogste positie | Aantal weken | Laatste notering |
| ---------------------- | --------------------- | --------------- | ------------ | ---------------- |
| Single Top 100         | 31-08-2013            | 13              | 28           | 15-03-2014       |
| Nederlandse Top 40     | 21-09-2013            | 11              | 21           | 08-02-2014       |
| Vlaamse Ultratop 50    | 21-09-2013            | 4               | 20           | 01-02-2014       |
| Vlaamse Radio 2 Top 30 | 21-09-2013            | 1               | 21           | *                |
| Waalse Ultratop 50     | 21-09-2013            | 5               | 21           | *                |
| Australische Top 50    | 15-09-2013            | 2               | 20           | 26-01-2014       |
| Deense Top 40          | 06-09-2013            | 4               | 20           | 24-01-2014       |
| Duitse Top 100         | 21-09-2013            | 6               | 21           | *                |
| Finse Top 20           | 21-09-2013            | 9               | 15           | 04-01-2014       |
| Franse Top 200         | 31-08-2013            | 2               | 23           | *                |
| Nieuw-Zeelandse Top 40 | 02-09-2013            | 2               | 19           | 06-01-2014       |
| Noorse Top 20          | 21-09-2013            | 2               | 16           | 18-01-2014       |
| Oostenrijkse Top 75    | 06-09-2013            | 2               | 22           | *                |
| Spaanse Top 50         | 01-09-2013            | 1               | 21           | *                |
| UK Singles Chart       | 19-10-2013            | 1               | 17           | *                |
| Billboard Hot 100      | 07-09-2013            | 1               | 24           | *                |
| Zweedse Top 60         | 13-09-2013            | 3               | 21           | *                |
| Zwitserse Top 75       | 08-09-2013            | 5               | 22           | *                |

### Nederlandse Top 40
| Hitnotering: 21-09-2013 t/m 08-02-2014 | Hitnotering: 21-09-2013 t/m 08-02-2014 | Hitnotering: 21-09-2013 t/m 08-02-2014 | Hitnotering: 21-09-2013 t/m 08-02-2014 | Hitnotering: 21-09-2013 t/m 08-02-2014 | Hitnotering: 21-09-2013 t/m 08-02-2014 | Hitnotering: 21-09-2013 t/m 08-02-2014 | Hitnotering: 21-09-2013 t/m 08-02-2014 | Hitnotering: 21-09-2013 t/m 08-02-2014 | Hitnotering: 21-09-2013 t/m 08-02-2014 | Hitnotering: 21-09-2013 t/m 08-02-2014 | Hitnotering: 21-09-2013 t/m 08-02-2014 | Hitnotering: 21-09-2013 t/m 08-02-2014 | Hitnotering: 21-09-2013 t/m 08-02-2014 | Hitnotering: 21-09-2013 t/m 08-02-2014 | Hitnotering: 21-09-2013 t/m 08-02-2014 | Hitnotering: 21-09-2013 t/m 08-02-2014 | Hitnotering: 21-09-2013 t/m 08-02-2014 | Hitnotering: 21-09-2013 t/m 08-02-2014 | Hitnotering: 21-09-2013 t/m 08-02-2014 | Hitnotering: 21-09-2013 t/m 08-02-2014 | Hitnotering: 21-09-2013 t/m 08-02-2014 | Hitnotering: 21-09-2013 t/m 08-02-2014 |
| Week:                                  | 1                                      | 2                                      | 3                                      | 4                                      | 5                                      | 6                                      | 7                                      | 8                                      | 9                                      | 10                                     | 11                                     | 12                                     | 13                                     | 14                                     | 15                                     | 16                                     | 17                                     | 18                                     | 19                                     | 20                                     | 21                                     |                                        |
| -------------------------------------- | -------------------------------------- | -------------------------------------- | -------------------------------------- | -------------------------------------- | -------------------------------------- | -------------------------------------- | -------------------------------------- | -------------------------------------- | -------------------------------------- | -------------------------------------- | -------------------------------------- | -------------------------------------- | -------------------------------------- | -------------------------------------- | -------------------------------------- | -------------------------------------- | -------------------------------------- | -------------------------------------- | -------------------------------------- | -------------------------------------- | -------------------------------------- | -------------------------------------- |
| Positie:                               | 28                                     | 16                                     | 15                                     | 11                                     | 13                                     | 15                                     | 16                                     | 19                                     | 23                                     | 21                                     | 24                                     | 28                                     | 28                                     | 29                                     | 30                                     | 33                                     | 32                                     | 33                                     | 36                                     | 37                                     | 40                                     | uit                                    |

### Single Top 100
| Hitnotering: (Week 1) 31-08-2013 Hitnotering: (Week 2 t/m 28) 14-09-2013 t/m 15-03-2014 | Hitnotering: (Week 1) 31-08-2013 Hitnotering: (Week 2 t/m 28) 14-09-2013 t/m 15-03-2014 | Hitnotering: (Week 1) 31-08-2013 Hitnotering: (Week 2 t/m 28) 14-09-2013 t/m 15-03-2014 | Hitnotering: (Week 1) 31-08-2013 Hitnotering: (Week 2 t/m 28) 14-09-2013 t/m 15-03-2014 | Hitnotering: (Week 1) 31-08-2013 Hitnotering: (Week 2 t/m 28) 14-09-2013 t/m 15-03-2014 | Hitnotering: (Week 1) 31-08-2013 Hitnotering: (Week 2 t/m 28) 14-09-2013 t/m 15-03-2014 | Hitnotering: (Week 1) 31-08-2013 Hitnotering: (Week 2 t/m 28) 14-09-2013 t/m 15-03-2014 | Hitnotering: (Week 1) 31-08-2013 Hitnotering: (Week 2 t/m 28) 14-09-2013 t/m 15-03-2014 | Hitnotering: (Week 1) 31-08-2013 Hitnotering: (Week 2 t/m 28) 14-09-2013 t/m 15-03-2014 | Hitnotering: (Week 1) 31-08-2013 Hitnotering: (Week 2 t/m 28) 14-09-2013 t/m 15-03-2014 | Hitnotering: (Week 1) 31-08-2013 Hitnotering: (Week 2 t/m 28) 14-09-2013 t/m 15-03-2014 | Hitnotering: (Week 1) 31-08-2013 Hitnotering: (Week 2 t/m 28) 14-09-2013 t/m 15-03-2014 | Hitnotering: (Week 1) 31-08-2013 Hitnotering: (Week 2 t/m 28) 14-09-2013 t/m 15-03-2014 | Hitnotering: (Week 1) 31-08-2013 Hitnotering: (Week 2 t/m 28) 14-09-2013 t/m 15-03-2014 | Hitnotering: (Week 1) 31-08-2013 Hitnotering: (Week 2 t/m 28) 14-09-2013 t/m 15-03-2014 | Hitnotering: (Week 1) 31-08-2013 Hitnotering: (Week 2 t/m 28) 14-09-2013 t/m 15-03-2014 | Hitnotering: (Week 1) 31-08-2013 Hitnotering: (Week 2 t/m 28) 14-09-2013 t/m 15-03-2014 | Hitnotering: (Week 1) 31-08-2013 Hitnotering: (Week 2 t/m 28) 14-09-2013 t/m 15-03-2014 | Hitnotering: (Week 1) 31-08-2013 Hitnotering: (Week 2 t/m 28) 14-09-2013 t/m 15-03-2014 | Hitnotering: (Week 1) 31-08-2013 Hitnotering: (Week 2 t/m 28) 14-09-2013 t/m 15-03-2014 | Hitnotering: (Week 1) 31-08-2013 Hitnotering: (Week 2 t/m 28) 14-09-2013 t/m 15-03-2014 | Hitnotering: (Week 1) 31-08-2013 Hitnotering: (Week 2 t/m 28) 14-09-2013 t/m 15-03-2014 | Hitnotering: (Week 1) 31-08-2013 Hitnotering: (Week 2 t/m 28) 14-09-2013 t/m 15-03-2014 | Hitnotering: (Week 1) 31-08-2013 Hitnotering: (Week 2 t/m 28) 14-09-2013 t/m 15-03-2014 | Hitnotering: (Week 1) 31-08-2013 Hitnotering: (Week 2 t/m 28) 14-09-2013 t/m 15-03-2014 | Hitnotering: (Week 1) 31-08-2013 Hitnotering: (Week 2 t/m 28) 14-09-2013 t/m 15-03-2014 | Hitnotering: (Week 1) 31-08-2013 Hitnotering: (Week 2 t/m 28) 14-09-2013 t/m 15-03-2014 | Hitnotering: (Week 1) 31-08-2013 Hitnotering: (Week 2 t/m 28) 14-09-2013 t/m 15-03-2014 | Hitnotering: (Week 1) 31-08-2013 Hitnotering: (Week 2 t/m 28) 14-09-2013 t/m 15-03-2014 | Hitnotering: (Week 1) 31-08-2013 Hitnotering: (Week 2 t/m 28) 14-09-2013 t/m 15-03-2014 | Hitnotering: (Week 1) 31-08-2013 Hitnotering: (Week 2 t/m 28) 14-09-2013 t/m 15-03-2014 | Hitnotering: (Week 1) 31-08-2013 Hitnotering: (Week 2 t/m 28) 14-09-2013 t/m 15-03-2014 |
| Week:                                                                                   | 1                                                                                       |                                                                                         | 2                                                                                       | 3                                                                                       | 4                                                                                       | 5                                                                                       | 6                                                                                       | 7                                                                                       | 8                                                                                       | 9                                                                                       | 10                                                                                      | 11                                                                                      | 12                                                                                      | 13                                                                                      | 14                                                                                      | 15                                                                                      | 16                                                                                      | 17                                                                                      | 18                                                                                      | 19                                                                                      | 20                                                                                      | 21                                                                                      | 22                                                                                      | 23                                                                                      | 24                                                                                      | 25                                                                                      | 26                                                                                      | 27                                                                                      | 28                                                                                      |                                                                                         |                                                                                         |
| --------------------------------------------------------------------------------------- | --------------------------------------------------------------------------------------- | --------------------------------------------------------------------------------------- | --------------------------------------------------------------------------------------- | --------------------------------------------------------------------------------------- | --------------------------------------------------------------------------------------- | --------------------------------------------------------------------------------------- | --------------------------------------------------------------------------------------- | --------------------------------------------------------------------------------------- | --------------------------------------------------------------------------------------- | --------------------------------------------------------------------------------------- | --------------------------------------------------------------------------------------- | --------------------------------------------------------------------------------------- | --------------------------------------------------------------------------------------- | --------------------------------------------------------------------------------------- | --------------------------------------------------------------------------------------- | --------------------------------------------------------------------------------------- | --------------------------------------------------------------------------------------- | --------------------------------------------------------------------------------------- | --------------------------------------------------------------------------------------- | --------------------------------------------------------------------------------------- | --------------------------------------------------------------------------------------- | --------------------------------------------------------------------------------------- | --------------------------------------------------------------------------------------- | --------------------------------------------------------------------------------------- | --------------------------------------------------------------------------------------- | --------------------------------------------------------------------------------------- | --------------------------------------------------------------------------------------- | --------------------------------------------------------------------------------------- | --------------------------------------------------------------------------------------- | --------------------------------------------------------------------------------------- | --------------------------------------------------------------------------------------- |
| Positie:                                                                                | 72                                                                                      | uit                                                                                     | 28                                                                                      | 15                                                                                      | 16                                                                                      | 17                                                                                      | 19                                                                                      | 13                                                                                      | 16                                                                                      | 19                                                                                      | 22                                                                                      | 21                                                                                      | 26                                                                                      | 19                                                                                      | 22                                                                                      | 27                                                                                      | 41                                                                                      | 40                                                                                      | 37                                                                                      | 40                                                                                      | 38                                                                                      | 38                                                                                      | 63                                                                                      | 68                                                                                      | 80                                                                                      | 92                                                                                      | 94                                                                                      | 94                                                                                      | 98                                                                                      | uit                                                                                     |                                                                                         |

### NPO Radio 2 Top 2000
Wrecking Ball stond alleen in 2014 in de NPO Radio 2 Top 2000, op plek 1990.